# Nicolau dos Reis Lobato
Nicolau dos Reis Lobato (Soidaba, Timor Portugués; 24 de mayo de 1946-Turiscai, Timor Oriental; 31 de diciembre de 1978) fue un político timorense. Lobato fue primer ministro del 28 de noviembre al 7 de diciembre de 1975 y presidente de Timor Oriental de 1977 a 1978.
Luchó dentro del Fretilin contra a ocupación militar de Indonesia. En la actualidad un aeropuerto, una avenida y el palacio presidencial en Dili llevan su nombre.